# Чаньківська сільська рада
Ча́ньківська сільська́ ра́да — адміністративно-територіальна одиниця та орган місцевого самоврядування в Дунаєвецькому районі Хмельницької області. Адміністративний центр — село Чаньків.

## Загальні відомості
Чаньківська сільська рада утворена в 1927 році.
- Територія ради: 34,756 км²
- Населення ради: 2 134 особи (станом на 2001 рік)

## Населені пункти
Сільській раді підпорядковані населені пункти:
- с. Чаньків
- с. Заставля
- с. Степок

## Склад ради
Рада складається з 20 депутатів та голови.
- Голова ради: Радецький Володимир Васильович
- Секретар ради: Кривоносюк Надія Іванівна

### Керівний склад попередніх скликань
| Прізвище, ім'я, по батькові    | Основні відомості                                                 | Дата обрання | Дата звільнення |
| ------------------------------ | ----------------------------------------------------------------- | ------------ | --------------- |
| Радецький Володимир Васильович | Сільський голова, 1960 року народження, освіта вища, безпартійний | 26.03.2006   | 31.10.2010      |
| Радецький Володимир Васильович | Сільський голова, 1960 року народження, освіта вища, безпартійний | 31.10.2010   |                 |

Примітка: таблиця складена за даними сайту Верховної Ради України

### Депутати
За результатами місцевих виборів 2010 року депутатами ради стали:

#### За суб'єктами висування
| Суб'єкт висування             | Кількість обраних депутатів | %  |
| ----------------------------- | --------------------------- | -- |
| Самовисування                 | 19                          | 95 |
| Політична партія «Фронт Змін» | 1                           | 5  |

#### За округами
| № округу                      | Прізвище, ім'я, по батькові     | Дата визнання обраним | Освіта  | Партійна приналежність              | Відомості про обраного депутата                           |
| ----------------------------- | ------------------------------- | --------------------- | ------- | ----------------------------------- | --------------------------------------------------------- |
| Політична партія «Фронт Змін» |                                 |                       |         |                                     |                                                           |
| 17                            | Долішняк Тамара Степанівна      | 04.11.2010            | вища    | член Політичної партії «Фронт Змін» | ДунаєвецькевідділенняНАСК"Оранта", менеджер зістрахування |
| Самовисування                 |                                 |                       |         |                                     |                                                           |
| 1                             | Якімов Олександр Петрович       | 04.11.2010            | середня | позапартійний                       | приватний підприємець                                     |
| 2                             | Іванов Іван Іванович            | 04.11.2010            | середня | позапартійний                       | КП «Лісовик», лісник                                      |
| 3                             | Кордон Анатолій Анатолійович    | 04.11.2010            | вища    | позапартійний                       | Чаньківська загальноосвітня школа І-ІІІ ст., вчитель      |
| 4                             | Кривоносюк Надія Іванівна       | 04.11.2010            | вища    | позапартійна                        | Сільська рада                                             |
| 5                             | Шмігель Неля Михайлівна         | 04.11.2010            | середня | позапартійна                        | Дунаєвецька ЦРЛ, лікартерепевт                            |
| 6                             | Якімов Олег Михайлович          | 04.11.2010            | середня | позапартійний                       | Кам.-Под. ВАТУкрнафта, оператор автозаправк               |
| 7                             | Кордон Анатолій Михайлович      | 04.11.2010            | вища    | позапартійний                       | Чаньківська загальноосвітня школа І-ІІІ ст., вчитель      |
| 8                             | Мельник Алла Василівна          | 04.11.2010            | середня | позапартійна                        | Чаньківська загальноосвітня школа І-ІІІ ст., завгосп      |
| 9                             | Поріцька Віра Іванівна          | 04.11.2010            | середня | позапартійна                        | КП «Заготпромторг», різноробоча                           |
| 10                            | Хомишин Ігор Миколайович        | 04.11.2010            | середня | позапартійний                       | приватний підприємець                                     |
| 11                            | Ус Інна Григорівна              | 04.11.2010            | середня | позапартійна                        | приватний підприємець                                     |
| 12                            | Баранов Олександр Леонідович    | 04.11.2010            | вища    | член Партії регіонів                | Дун. рай. іспекц.с/г прод., головний держ. інспектор      |
| 13                            | Лозинський Володимир Едвардович | 04.11.2010            | середня | позапартійний                       | пенсіонер                                                 |
| 14                            | Войцехівський Анатолій Іванович | 04.11.2010            | середня | позапартійний                       | ЗАТ «Дунаєвецькиймаслозавод», механік                     |
| 15                            | Тернопільська Оксана Василівна  | 04.11.2010            | середня | позапартійна                        | Сільсь ка рада, спеціаліст-землевпорядник                 |
| 16                            | Лебединець Ігор Григорович      | 04.11.2010            | середня | позапартійний                       | ФОПЯсінський І. О., водій                                 |
| 18                            | Патицький Сергій Антонович      | 04.11.2010            | вища    | позапартійний                       | тимчасово не працює                                       |
| 19                            | Радецький Василь Антонович      | 04.11.2010            | середня | позапартійний                       | тимчасово не працює                                       |
| 20                            | Дяченко Ігор Миколайович        | 04.11.2010            | середня | позапартійний                       | тимчасово не працює                                       |